# Giovani amanti (film 1964)
Giovani amanti è un film del 1964 diretto da Samuel Goldwyn Jr..

## Trama
Eddie è un giovane studente d'arte che un giorno incontrando Pam se ne innamora perdutamente.
Anche se la ama, Eddie non vuole sposarsi perché rinuncerebbe alla sua carriera artistica; così Pam quando rimane incinta lo lascia e cambia città.
Eddie supera l'esame con pieni voti, ma la sua vita non è più quella di prima.